# Oxychilus mortilleti
Oxychilus mortilleti is een slakkensoort uit de familie van de Oxychilidae. De wetenschappelijke naam van de soort werd voor het eerst geldig gepubliceerd in 1859 door Ludwig Georg Karl Pfeiffer.

## Kenmerken
Het dextrale slakkenhuisje is afgeplat-conisch tot bijna vlak. Het meet 11 tot 15 mm in diameter, uitzonderlijk tot 17 mm, en 4 tot 7 mm hoog. In het volwassen stadium heeft hij 5 tot 6½ windingen, die tot de laatste winding relatief gelijkmatig toenemen. Ze zijn slechts licht gewelfd aan de bovenkant. De naad is relatief diep. De laatste winding neemt iets sneller in breedte toe, hij is 1,5 tot 2 keer zo breed als de voorlaatste winding. De periferie is daardoor ook meer afgerond. Het laatste kwart van de topwinding daalt ook iets van de windingas van het huisje. De mond is afgeplat-elliptisch tot ovaal in direct bovenaanzicht (afgezien van de snede door de vorige winding). De snuitrand is recht en scherp. De navel is diep en cilindrisch. Het beslaat ongeveer 1/6 tot 1/7 van de diameter.
De kleur van de schelp varieert van hoornkleurig tot roodbruin. Ze is doorschijnend. Er zijn fijne groeilijnen aan het oppervlak, die vaak wat gerimpeld lijken. Er zijn ook fijne spiraalstrepen, maar deze zijn alleen zichtbaar met een vergrootglas en vooral op de naad. Het oppervlak is nog glad en hoogglans. Het zachte lichaam van het slakje is blauw-zwart gekleurd. De voetzool daarentegen is eerder witachtig.

### Vergelijkbare soorten
Oxychilus mortilleti lijkt op de kelder-glansslak (Oxychilus cellarius). De laatste winding is echter iets breder en de mond is beter afgerond en iets groter. Oxychilus mortilleti is strakker opgerold met een diepere naad. Ook is het huisje gemiddeld iets groter en donkerder van kleur. Een betrouwbaar onderscheid tussen beide soorten is echter alleen mogelijk op basis van de anatomie. De penis, zaadleider en stengel van de spermatheca zijn langer en relatief smaller dan bij de grote glansslak (Oxychilus draparnaudi). Bij het laatste type is de navel iets breder. Bij de zuidelijke glansslak (Morlina glabra) is de navel wat smaller.

## Geografische spreiding en leefgebied
De soort komt vooral voor in de zuidelijke Alpen, Noord-Italië en Istrië. Ten noorden van de Alpen zijn slechts enkele voorvallen bekend in Beieren (Allgäu- en Berchtesgadener Alpen, Altmühltal), in Oostenrijk en in Tsjechië.
De dieren leven onder met mos bedekte stenen, puin en bladeren, op oude muren, wijngaardterrassen en rotsspleten, op vochtige, schaduwrijke plaatsen. Ze komen voor in open en halfopen gebieden, maar ook in bossen. Ze geven de voorkeur aan grotere hoogten, in Zwitserland is de soort gedocumenteerd tot 1.600 meter boven zeeniveau. Ze zijn niet beperkt tot kalkrijke bodems.

## Levensstijl en voortplanting
Oxychilus mortilleti eet dood plantaardig materiaal, maar is voornamelijk vleesetend. Met alleen plantenvoeding groeien ze nauwelijks; ze hebben dierlijk voedsel nodig voor een normale ontwikkeling. Het bijt de prooi, meestal kleinere slakken, en verlamt ze met een gif. De prooi wordt dan snel opgegeten.
De eieren worden van maart tot mei onder mos gelegd. Een legsel bevat slechts twee tot vijf relatief grote eieren. Deze zijn melkachtig, rond en hebben een diameter van 1,4 mm. De dieren zijn geslachtsrijp met elf tot twaalf maanden, maar het huisje blijft een beetje doorgroeien. In gevangenschap bereikten de dieren een maximale leeftijd van 6 jaar.